# Anni d'oro
Anni d'oro è un singolo del gruppo musicale italiano Benji & Fede, pubblicato il 21 marzo 2025 come quinto estratto dal quinto album in studio Rewind.

## Descrizione
Il brano, scritto da Lorenzo Vizzini e Riccardo Zanotti, è prodotto da quest'ultimo con Marco Paganelli.

## Video musicale
Il video musicale, diretto da Davide Dilorenzo, è stato pubblicato in concomitanza all'uscita del brano attraverso il canale YouTube del duo musicale.

## Tracce
Testi di Lorenzo Vizzini e Riccardo Zanotti, musiche di Lorenzo Vizzini e Marco Paganelli.
1. Anni d'oro – 3:18

## Formazione
- Benjamin Mascolo – voce
- Federico Rossi – voce
- Marco Paganelli – programmazione, produzione
- Riccardo Zanotti – programmazione, produzione